# Лінтя
Лінтя (рум. Lintea) — село у повіті Горж в Румунії. Входить до складу комуни Скоарца.
Село розташоване на відстані 219 км на захід від Бухареста, 13 км на схід від Тиргу-Жіу, 83 км на північ від Крайови.

## Населення
За даними перепису населення 2002 року у селі проживали 169 осіб, усі — румуни. Усі жителі села рідною мовою назвали румунську.